# 에키마에 부동산 경기장
도스 스타디움(일본어: 鳥栖スタジアム)은 일본 사가현 도스시에 위치한 축구 경기장이다. 1996년에 개장했으며 수용 인원은 24,490명이다. J리그 클럽 사간 도스의 홈 구장으로 사용되고 있다.